# استیو فاستر
استیو فاستر (به انگلیسی: Steve Foster) بازیکن فوتبال زادهٔ ۲۴ سپتامبر ۱۹۵۷ اهل انگلستان که سابقهٔ بازی در تیم ملی فوتبال انگلستان را در کارنامهٔ خود دارد. وی در تاریخ ۲۳ فوریه ۱۹۸۲ نخستین بازی ملی خود را در مقابل تیم ملی فوتبال ایرلند شمالی انجام داد و با حضور در ۳ بازی ملی، در تاریخ ۲۵ ژوئن ۱۹۸۲ واپسین بازی ملی‌اش را در برابر تیم ملی فوتبال کویت برگزار کرد.